# ستيت كابيتال إنفستمنت كوربوريشن
ستيت كابيتال إنفستمنت كوربوريشن (SCIC) هي شركة قابضة مملوكة للدولة تُعتبر صندوق ثروات وطني في فيتنام . تم تأسيسها في 20 يونيو 2005 تحت ولاية رئيس الوزراء فان فين خوي كجزء من مجموعة من الإصلاحات التي تهدف إلى تعزيز كفاءة استخدام رأس المال الحكومي .
تم إنشائه لتقليل الاستثمار في الشركات المحلية والأقسام الحكومية في الحكومة الفيتنامية ، وتنويع ممتلكاتهم. لديه قاعدة رأسمالية مستأجرة تبلغ حوالي 5 تريليون فيتنامي (ما يعادل 315 مليون دولار). بدأت عملها في أغسطس 2006 ، واعتبارًا من 30 مايو 2012 ، يوجد حوالي 416 شركة مرتبطة في محافظها الاستثمارية .

## روابط خارجية
- مؤسسة رأس المال للاستثمار